# Angevillers
Angevillers (Duits: Arsweiler, Luxemburgs: Uerswëller) is een gemeente in het Franse departement Moselle (regio Grand Est). Angevillers telde op 1 januari 2022 1.357 inwoners.

## Geschiedenis
De gemeente maakte deel uit van het kanton Fontoy in arrondissement Thionville-Ouest tot deze op 22 maart 2015 werden opgeheven. De gemeenten van dat kanton  werden opgenomen in het kanton Algrange, dat onderdeel werd van het arrondissement Thionville.

## Geografie
De oppervlakte van Angevillers bedroeg op 1 januari 2022 8,71 vierkante kilometer; de bevolkingsdichtheid was toen 155,8 inwoners per km².

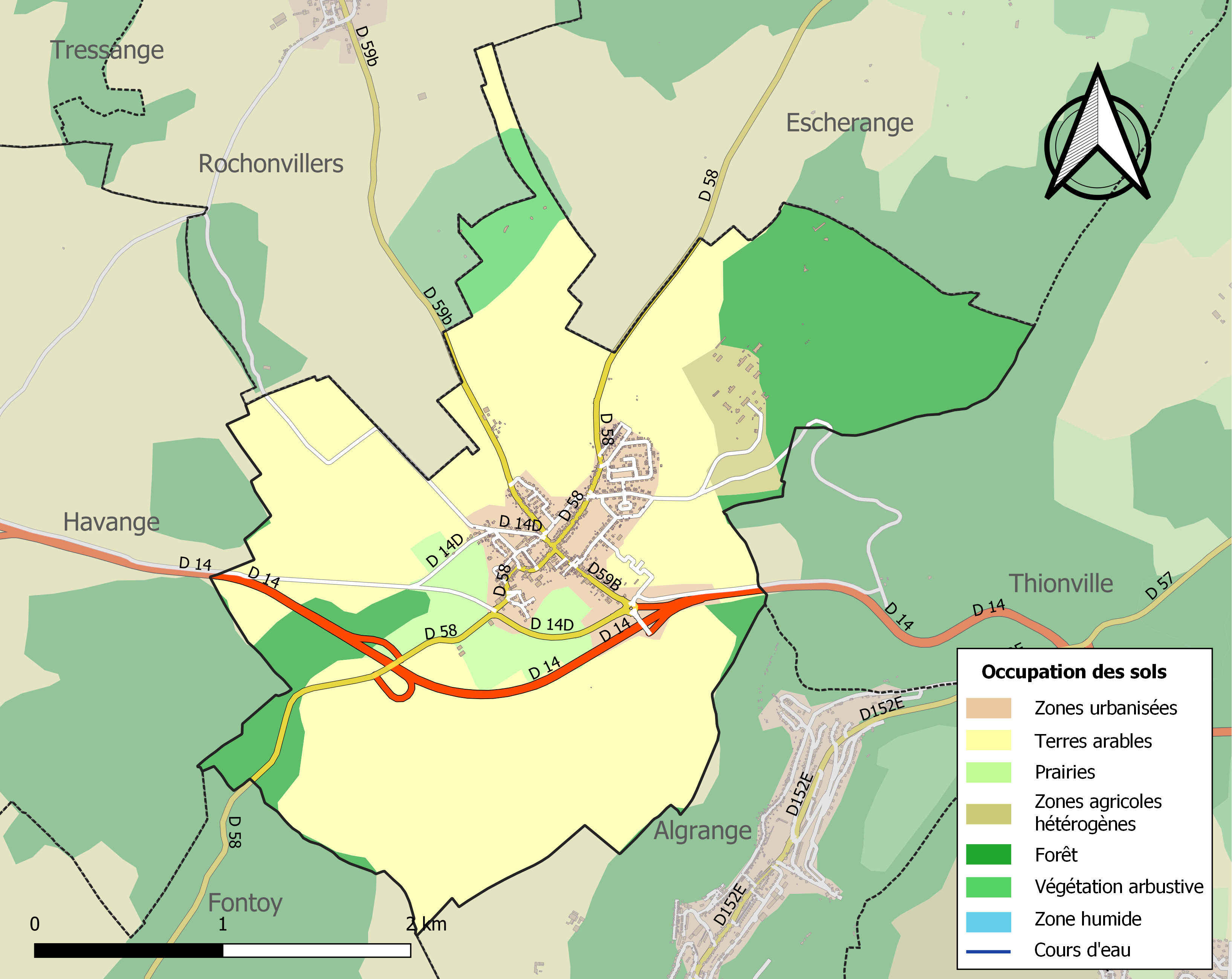
Kaart van de gemeente met de belangrijkste infrastructuur, bodemgebruik en omliggende gemeenten

## Demografie
Onderstaande figuur toont het verloop van het inwonertal (bron: INSEE-tellingen).